# مارتلی
مارتلی (به انگلیسی: Martley) یک روستا و محله مدنی در بریتانیا است که در Malvern Hills واقع شده‌است.